# Bassus filipalpis
Espèce
Bassus filipalpis est une espèce fossile de guêpe parasitoïde de la famille des Braconidae, de la sous-famille des Agathidinae et la tribu des Agathidini, dans le genre Bassus.

## Classification
L'espèce Bassus filipalpis est décrite en 1937 par le paléontologue français Nicolas Théobald (1903-1981) dans sa thèse. 

### Fossiles
L'holotype A33a, de l'ère Cénozoïque, et de l'époque Oligocène (33,9 à 23,03 Ma.) faisait partie de la collection  de l'institut géologique de Lyon et vient du gypse d'Aix-en-Provence.

### Étymologie
L'épithète spécifique filipalpis signifie en latin « fil palpable ».

## Description

### Caractères
La diagnose de Nicolas Théobald en 1937 :

« Insecte noir, ailes transparentes, pattes manquent; tête transversale, deux gros yeux saillants; front large; ocelles non visibles; antennes filiformes, nombreux segments homonomes, cylindriques, le dernier segment un peu plus long que les autres (L. : 3 mm. Thorax à praepectus séparé, forme ovale, mésopleures noires; métanotum avec c^tes longitudinales. abdomen sessile, segment basal un peu plus long que large; apex arrondi. Pattes postérieures accolées. Ailes dépassent l'extrémité de l'abdomen; stigma triangulaire; aréole manque; nervation bien conservée (V. fig.); cellules avec nombreux microtriches. ».

### Dimensions
La longueur totale est de 5,5 mm et l'envergure est de 9,5 mm.

### Affinités
« La structure de l'abdomen, déprimé dorsalement, le métanotum avec côtes longitudinales et la tarière cachée, classent cet Insecte dans les Ichneumonidae Tryphoninae. Il semble appartenir au genre Bassus qui a la tête transversale et comprimée, les antennes filiformes, le thorax finement ponctué, le scutellum convexe, l'abdomen sessile et à bords presque parallèles, la tatrière pas ou peu exsertile et les ailes sans aréole. Le g. Bassus est un genre cosmopolite vivant en Europe, en Asie, en Afrique, dans la Nouvelle-Zélande, au Japon, aux Indes et en Amérique. ».

## Biologie
« Les larves des Bassides se développent en général dans les larves de Syrphides. Il est intéressant de noter la présence des deux groupes à Aix. ».

### Publication originale
- [1937] Nicolas Théobald, « Les insectes fossiles des terrains oligocènes de France 473 p., 17 fig., 7 cartes,13 tables, 29 planches hors texte », Bulletin Mensuel de la Société des Sciences de Nancy et Mémoires de la Société des sciences de Nancy, Imprimerie G. Thomas,‎ 1937, p. 1-473 (ISSN 1155-1119 et 2263-6439, OCLC 786027547). .